# Persicula weberi
Persicula weberi is een slakkensoort uit de familie van de Cystiscidae. De wetenschappelijke naam van de soort is voor het eerst geldig gepubliceerd in 1958 door Olsson & McGinty.